# Antyx fagina
Antyx fagina är en tvåvingeart som beskrevs av Daniel J. Bickel 1999. Antyx fagina ingår i släktet Antyx och familjen styltflugor. Inga underarter finns listade i Catalogue of Life.